# 북문동 (상주시)
북문동(北門洞)은 대한민국 경상북도 상주시의 동이다. 동쪽은 계림동과 동문동, 서쪽은 남원동과 외서면, 남쪽은 남원동, 그리고 북쪽은 외서천을 경계로 외서면과 사벌면에 인접되어 있다. 국도 제3호선이 남북으로 중앙을 관통하여 예부터 조령을 넘는 길목으로 상주를 사통팔달 지역이라 하게 된데 한 몫을 하고 있다.

## 개요
북문동은 조선시대 말기 내서면, 내북면과 외서면의 지역으로 시 승격에 따라 무양동 초산리, 부원리, 죽전리, 만산리, 그리고 편입된 외서면의 남적리를 병합하여 옛 상주읍성의 북문이 있었던 지역이라 하여 북문동이라 하였다.

## 법정동
- 무양동
- 초산동
- 부원동
- 죽전동
- 만산동
- 남적동

## 교육
- 상주중학교
- 상산전자고등학교

## 역대 동장
- 1대 김상태 (1986.1.1 ~ 1993.1.11)
- 2대 김학룡 (1993.1.12 ~ 1993.6.30)
- 3대 송석화 (1993.7.1 ~ 1996.2.23)
- 4대 이범용 (1996.2.24 ~ 1996.7.10)
- 5대 김학만 (1996.7.11 ~ 1998.10.18)
- 6대 이상국 (1998.10.19 ~ 2000.7.23)
- 7대 장무광 (2000.7.24 ~ 2002.8.4)
- 8대 김경오 (2002.8.5 ~ 2004.8.29)
- 9대 오정록 (2004.8.30 ~ 2006.6.30)
- 10대 전상호 (2006.8.8 ~ 2007.2.27)
- 11대 강경구 (2007.2.28 ~ 2008.2.27)
- 12대 김형기 (2008.2.28 ~ 2009.2.10)
- 13대 전홍근 (2009.2.11 ~ 2010.8.15)
- 14대 신봉철 (2010.8.16 ~ 2011.7.19)
- 15대 조남진 (2011.7.20 ~ 2012.12.31)
- 16대 김병선 (2013.1.1 ~ 2015.1.14)
- 17대 임종묵 (2015.1.15 ~ 2017.6.30)
- 18대 이창희 (2017.7.1 ~ 2018.7.17)
- 19대 정광호 (2018.7.18 ~ 2019.12.31)
- 20대 송주수 (2020.1.1 ~ 2021.12.31)
- 21대 김영록 (2022.1.6 ~ 2022.6.30)
- 22대 신종원 (2022.7.1 ~ 현재)